# 祝乾壽
祝乾壽（？—？），字以仁，一字健卿，號斗南，湖廣德安府應城縣人，明朝政治人物。

## 生平
嘉靖二十八年（1549年）己酉科湖廣鄉試第九名，三十二年（1553年），登癸丑科三甲第一百五十四名進士。户部观政，授南直隸崑山縣知縣，嘉靖三十六年（1557年）起复补直隸曲周县。嘉靖三十八年（1559年）九月考选，授山東道試監察御史。三十九年三月實授。

## 家族
曾祖祝志清；祖父祝釗；父祝子信，母鄭氏。兄介寿、彭寿、椿寿、乔寿、延寿，俱生员；弟坤寿（生员）。